# The HIATUS
더 하이에이터스(the HIATUS)는 일본의 밴드이다. 활동 중지한 엘레가든의 호소미 타케시가 만든 프로젝트 밴드로 소속사는 포 라이프 뮤직 엔터테인먼트 (줄여서 FLME)이었으나 2012년 NAYUTAWAVE RECORDS로 이적.
공식 웹사이트에는 「음악이나 예술, 표현자들의 프로젝트 밴드」라고 표기되어 있다.

## 개요
호소미 타케시（엘레가든・활동중지중）가 만든 프로젝트 밴드로 라이브 활동을 중심으로 페스티벌등에도 적극적으로 참가하고 있다. 현재 활동 중이다. 첫 번째 앨범은 대부분 호소미가 직접 만들었으며 「음악이나 예술, 표현자들의 프로젝트 밴드」라는 명칭에 맞춰 일러스트 마키 카오리(牧かほり) 디자이너 BALCOLONY., 영상 감독 마츠모토 소라(松本空)와 반바 슈이치(番場秀一)의 이름도 언급하고 있다.

## 구성원
- 호소미 타케시(細美武士)（엘레가든）/ 보컬・기타・프로듀스
- masasucks（FULLSCRATCH, J）/ 기타
- 우에노 코지(ウエノコウジ)（thee michelle gun elephant / DAD MOM GOD）/ 베이스
- 카시쿠라 타카시(柏倉隆史)（toe）/ 드럼
- 호리에 히로히사(堀江博久)（NEIL&IRAIZA） / 키보드・프로듀스
- 이자와 이치요(伊澤一葉)(도쿄지헨) / 키보드
- 이치세 마사카즈(一瀬正和)（ASPARAGUS）/ 드럼

## 약력
- 2009년
  - 4월 5일, 마쿠하리 멧세(幕張メッセ)에서 개최된 PUNKSPRING에서 첫 라이브
  - 5월 24일, DEVILOCK NIGHT'09에 출연
  - 5월 27일, 첫 앨범 「Trash We'd Love」발매. 오리콘에 첫 등장 만에 1위를 기록
  - 5월 30일, rockin'on presents JAPAN CIRCUIT -vol.46- 에 출연.
  - 6월 1일,「Trash We'd Love Tour 2009」를 시작. 7월 22일까지 일본 전역 23차례 공연을 실시
<투어 멤버> 보컬.호소미 타케시 기타.masasucks 베이스.우에노 코지 드럼.카시쿠라 타카시([1] 키보드.이자와 이치요[2]
게스트로 LOCAL SOUND STYLE, avengers in sci-fi, 8otto, fourteendays, HOLYDAYS OF SEVENTEEN, UNCHAIN, OGRE YOU ASSHOLE, 9mm Parabellum Bullet 들이 참가.
  - 6월 14일, MIYAKO ISLAND ROCK PREMIUM에 출연
  - 7월 12일, 10-FEET가 주최한「쿄토대작전09 ~더운데 열광시켜 미안해 축제~[보충 2]에 출연
  - 7월 19일, ASIAN KUNG-FU GENERATION 주최의 ASIAN KUNG-FU GENERATION presents NANO-MUGEN FES.에 출연
  - 7월 26일, SETSTOCK에 출연
  - 8월, ROCK IN JAPAN FESTIVAL과 SUMMER SONIC 처음으로 일본 전역 여름 축제에 출연
  - 9월 2일, 、「Ghost In The Rain Tour 2009」을 시작. Zepp 원맨 투어로 일본 전역 12차례 공연을 함
<투어 멤버> 보컬.호소미 타케시 기타.masasucks 베이스.우에노 코지 드럼. 이치세 마사카즈 키보드.호리에 히로히사
  - 11월 18일, 첫 EP「Insomnia」을 발매
  - 11월 18일부터 STRAIGHTENER와 함께 BRAIN ECLIPSE TOUR 을 실시.
  - 12월 23일, DVD「2009.07.21 Trash We'd Love Tour Final at Studio Coast」발매
  - 12월 29일, FM802 STILL20 ROCK FESTIVAL RADIO CRAZY에 출연
  - 12월 30일, COUNTDOWN JAPAN|COUNTDOWN JAPAN 09/10에 출연
- 2010년
  - Third Eye Blind의 일본 투어 모든 공연을 지원
  - 6월 30일, 두 번째 앨범 「ANOMALY」을 발매. 아날로그 판은 7월 14일로 발매연기(「Trash We'd Love」과 같이)
  - 7월 2일부터 일본 전국 투어 「ANOMALY TOUR 2010」을 시작함. 10월 5일까지 일본 전역 35 차례의 공연을 실시할 예정.
  - 7월 12일자 오리콘 앨범 주간 랭킹에서 「ANOMALY」가 약 5.5만 장이 판매되면서 첫 등장만에 5위를 기록
  - 8월 1일, 제 2회 지산 밸리 록 페스티벌을 시작으로 ROCK IN JAPAN FESTIVAL, SUMMER SONIC, JOIN ALIVE등 다수의 여름 페스티벌에 출연(ROCK IN JAPAN FES.2010과 JOIN ALIVE에서는 메인 스테이지의 헤드라이너로 출연)
  - 8월 29일, RUSHBALL2010(장소:이즈미오오츠시 피닉스)에 출연
  - Superfly의 투어 중 나고야・오사카 공연을 서포트함
- 2011년
  - 4월 16일, 「SKULLSHIT presents THE LIVE 2011」 에 헤드라이너로 출연
  - 6월 1일, 2번째 EP 「Hatching Mayfiles」를 발매
  - 여름에는 FUJI ROCK FESTIVAL'11에 첫 출연, 11년만에 개최되는 AIR JAM 2011을 시작으로 일본 전국 각지의 음악 페스티벌에 출연.
  - 11월 23일, 3번째 앨범 「A World Of Pandemonium」 을 발매. 그리고 같은 달 24일부터 「A World Of Pandemonium Tour 2011-2012」를 실시
- 2012년
  - 3월 31일, 대한민국 서울 KT&G 상상마당에서 열리는 「THE KOXX presents 'PiXEL'」에 참가[보충 3]
  - 4월 1일, 대한민국 서울 홍대 V-HALL에서 「A World Of Pandemonium Tour 2011-2012」[보충 4]

## 음반 정보

### EP
1. Insomnia (2009년 11월 18일・FLCF-4309)
  - 이 EP에는 세이겐 토구자와(徳澤青弦)가 스트링 어레인지로 참가했었음(투어 멤버로 참가할 예정은 아니었음).
2. Hatching Mayflies （2011년 6월 1일・FLCF-4375）

### 오리지널 앨범
1. Trash We'd Love (2009년 5월 27일・FLCF-4281)
2. ANOMALY (2010년 6월 30일・FLCF-4340)
3. A World Of Pandemonium （2011년 11월 23일・FLCF-4406）

### DVD
1. 2009.07.21 Trash We'd Love Tour Final at Studio Coast (2009년 12월 23일・FLBF-8103)
  - 더 하이에이터스의 첫 라이브 DVD. 2009년 7월 21일에 STUDIO COAST에서 열린 "Trash We'd Love Tour 2009"의 마지막 공연을 수록. 첫 번째 EP에 수록된 「Antibiotic」의 PV도 수록되어 있음.

## 관련 인물
- (일본어) 마키 카오리
- (일본어) BALCOLONY.
- (일본어) 마츠모토 소라
- 반바 슈이치
- 세이겐 토구자와(徳澤青弦)
- Admir Jahic

## 보충 설명
1. ↑  Wikipedia를 포함한 여러 곳에서는 「해산했던 엘레가든의 호소미 타케시의 새 밴드」「ex.ELLEGARDEN의〜」를 찾아볼 수 있으나 해산이 아닌 활동 중지인 상태이므로「예전」「ex.」등의 표현은 잘못된 것입니다. 엘레가든 공식 홈페이지를 참조 바람.동일하게 우에노 코우지의 Radio Caroline 도 해산이 아니라고 함.
2. ↑  공식 명칭은 「京都大作戦09 ～暑いのに熱くてごめんな祭～」이며, 이를 의역하여 명칭을 위와 같이 표기했습니다.
3. ↑  민트페이퍼 홈페이지 보관됨 2016-03-10 - 웨이백 머신 참고 바람
4. ↑  민트페이퍼 홈페이지[깨진 링크(과거 내용 찾기)] 참고 바람

## 같이 보기
- ELLEGARDEN
- Nothing's Carved In Stone